# Agrilus pugionifer
Agrilus pugionifer é uma espécie de inseto do género Agrilus, família Buprestidae, ordem Coleoptera.
Foi descrita cientificamente por Schaufuss, 1877.